# Permeabilidad vascular

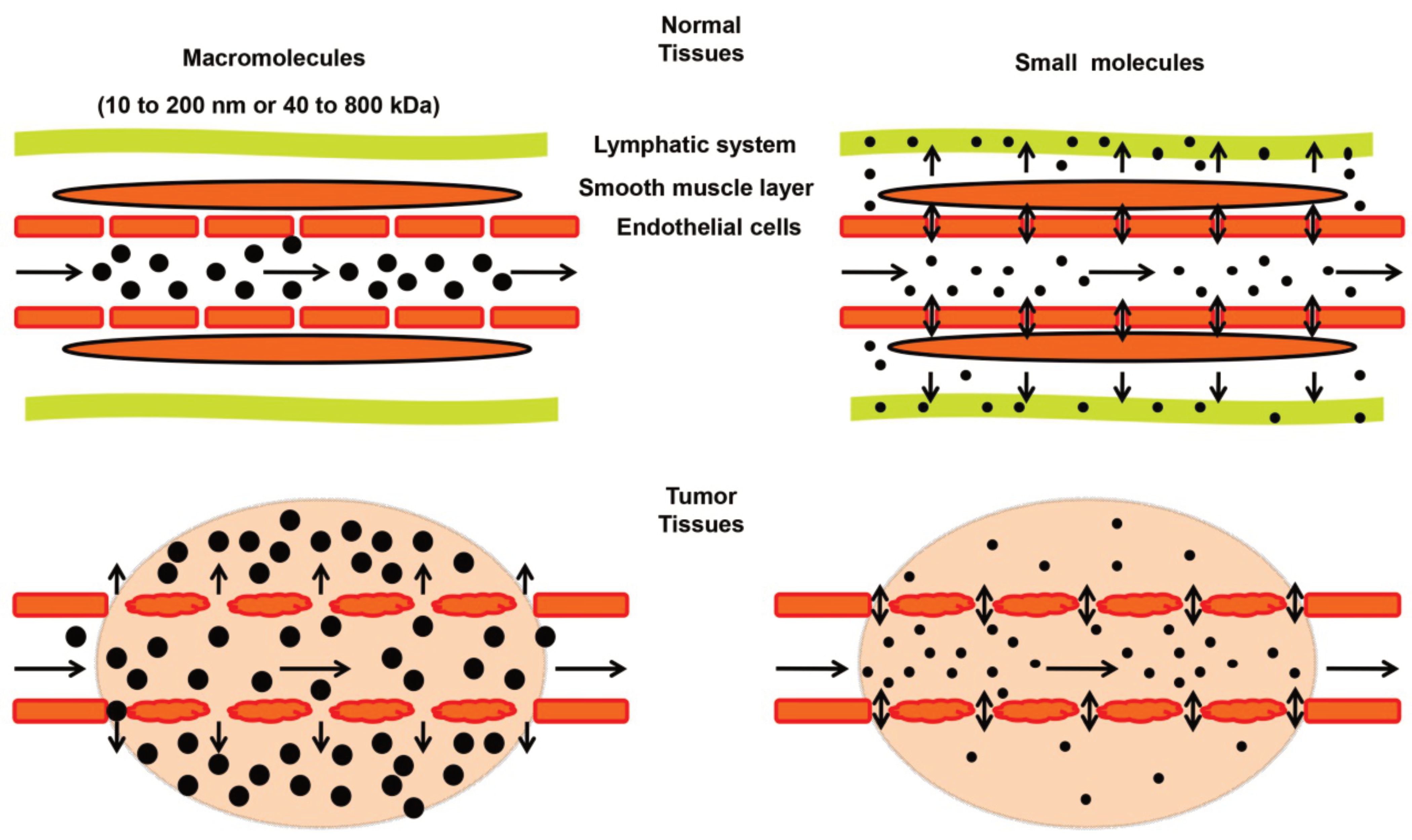
Diferencias en la permeabilidad vascular entre tejido normal y un tumor.

La permeabilidad vascular, a menudo en forma de permeabilidad capilar o permeabilidad microvascular, caracteriza la capacidad de la pared de un capilar sanguíneo para permitir el flujo de moléculas pequeñas (medicamentos, nutrientes, agua, iones) o incluso células enteras (linfocitos en su camino hacia el sitio de inflamación) dentro y fuera del vaso.
 
Las paredes de los vasos sanguíneos están revestidas por una sola capa de células endoteliales. Las brechas entre las células endoteliales llamadas uniones celulares están estrictamente reguladas según el tipo y el estado fisiológico del tejido. 

## Medida de la permeabilidad vascular
Existen varias técnicas para medir la permeabilidad vascular a ciertas moléculas. Por ejemplo, la canulación de un solo microvaso con una micropipeta, el microvaso se perfunde con una cierta presión, se ocluye a cierta distancia, la velocidad de algunas células estará relacionada con la permeabilidad.

Otra técnica utiliza es la microscopía intravital de fluorescencia multifotón a través de la cual el flujo está relacionado con la intensidad de fluorescencia y la permeabilidad estimada a partir de la transformación de Patlak de los datos de intensidad.
En la investigación del cáncer, el estudio de la permeabilidad de la microvasculatura que rodea los tumores es de gran interés ya que la pared vascular es una barrera de moléculas grandes en los tumores, los vasos controlan el microambiente que afecta la progresión del tumor y los cambios en la permeabilidad pueden indicar daño vascular por drogas.
Un ejemplo de aumento de la permeabilidad vascular es la lesión inicial de la enfermedad periodontal, en la cual el plexo gingival se hincha y dilata, permitiendo que grandes cantidades de neutrófilos se extravasen y aparezcan dentro del epitelio de unión y el tejido conectivo subyacente.